# آدم ميتشيل (لاعب كرة قدم مواليد 1908)
آدم ميتشيل (1 يناير 1908 في المملكة المتحدة - ) هو لاعب كرة قدم بريطاني في مركز نصف الجناح. لعب مع برادفورد سيتي ونادي ريكسهام وPenicuik Athletic F.C. ‏.